# Jonas Bendiksen
Jonas Bendiksen   (Tønsberg, 8 de setembre de 1977) és un fotògraf de l'agència Magnum.

## Biografia
Amb 19 anys inicia la seva carrera com a fotògraf, formant part com a intern de l'oficina de Londres de l'agència Magnum. Anys més tard, va marxar a Rússia per dedicar-se al fotoperiodisme, on va fotografiar i retratar històries de la franja de l'antiga Unió Soviètica, recollint-les en el seu llibre "Satèl·lits". Actualment, viu a Oslo amb la seva dona i els seus tres fills.
Durant tres anys va fotografiar comunitats de tuguris a Nairobi a Kenya, Mumbai a Índia, Jakarta a Indonèsia i Caracas a Veneçuela, per el llibre "Els llocs on vivim", publicat el 2008, i a més a més, una exposició que conté també projeccions i enregistraments de veu.
Entre els seus clients destaquen editorials com National Geographic (revista), The Sunday Times Magazine o The Guardian Weekend, a part d'empreses comercials com Red Bull, Canon o Land Rover.
Bendiksen es va convertir en candidat a Magnum Photos el 2004 i membre el 2008. El 2010 arriba a ser-ne el president.

## Obres publicades
Obres publicades.
- The Book of Veles (relacionat amb el poble de Veles, epicentre de formació de Fake news a favor de Trump durant les eleccions on aquest va ser escollit)
- The Last Testament (7 de setembre del 2017)
- Satellites (2006)
- The Places We Live (2008), on documenta la vida dels barris marginals de: Nairobi (Kenya), Bombai (Índia), Jakarta (Indonèsia) i Caracas (Veneçuela) durant els anys 2005 a 2007.

## Projectes
- Far From home - the guest workers of the Gulf (2013)
- The last of the first skiers (2013)
- Vesterålen News
- Bangladesh: The Coming Storm (2009)
- Russian Summer (2011)
- Dharavi (2006)
- Nepal's Maoist Rebellion (2005-)
- Extreme sports

- Access to Life

- The Big Melt
- Iceland's Power Struggles (2007)

- British Wool (2016)

- Brazil World Cup Still Films (2014)

## Premis
- 2003: Infinity Award, categoria de Fotògraf més jove, International Center of Photography New York[8]
- 2004: Segon premi, categoria "Histories de la Vida Diaria", World Press Photo Awards, World Press Photo, Amsterdam.[9]
- 2007: The Paris Review, categoria de Fotoperiodisme, National Magazine Awards,per el documental de Bendiksen de la vida a Nairobi, Kibera.[10]
- 2008: Telenor Culture Award, de Telenor, Bærum, Noruega.[11]
- 2013: Premi d'exel·lència, Pictures of the Year International juntament amb Elizabeth Krist i Elaine Bradley, amb "Russian Summer" in National Geographic.[12]
- 2014: Primer premi, categoria de "Històries d'Esport", Fotografies de l'Any Internacional, juntament amo Elisabeth Krist i Elaine Bradley, amb "On the Trail with the First Skiers" a National Geographic (revista)[13]
- 2014: Premi d'exel·lència, categoria de fotografia esportiva, Pictures of the Year International, per "The Last of the First Skiers"[14]